# Boeing Model 6D
El Boeing Model 6D (originalmente designado Boeing B-1D) fue un biplano hidrocanoa de configuración propulsora estadounidense, construido por Boeing entre 1928 y 1929.

## Desarrollo y diseño

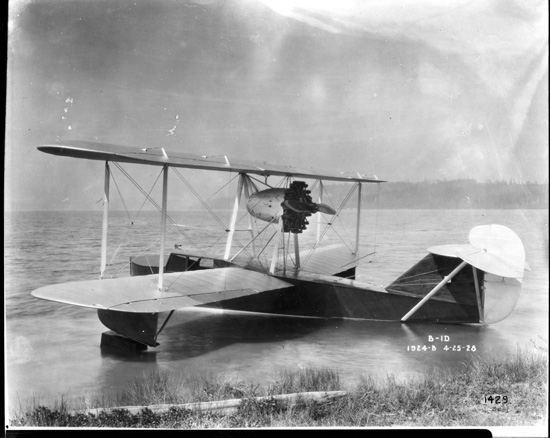
Boeing Model B-1D o 6D.

El Model 6D continuó la serie de designación del Boeing Model 6 de 1919, pero la única similitud era que ambos eran biplanos hidrocanoas de configuración propulsora. El 6D fue diseñado en 1928 y fueron construidos 2 aviones entre mayo del mismo año y abril de 1929 (uno fue modificado con un motor P&W Wasp de 420 hp), prestando ambos servicio en la Western Canada Airways. El rectangular casco del 6D estaba construido con largueros de madera y recubierto de chapa de abeto. Las alas fueron tomadas del Model 40 y acortadas. El motor propulsor y la hélice de madera estaban montados en el lado inferior del ala superior. Obtuvo el certificado de tipo ATC 23, siendo el primer hidrocanoa en lograrlo.

## Variantes
B-1D
Biplano hidrocanoa de tres plazas, dos construidos.
B-1E
Versión de cabina cerrada de cuatro plazas (certificado ATC 64), o cinco plazas (certificado 2-215); seis construidos.

## Especificaciones
Referencia datos: Bowers, 1966. pg. 136.

### Características generales
- Tripulación: Uno (piloto)
- Capacidad: Tres pasajeros
- Longitud: 9,4 m (30,7 ft)
- Envergadura: 12,1 m (39,7 ft)
- Altura: 3,7 m (12 ft)
- Superficie alar: 43,3 m² (466 ft²)
- Peso vacío: 1017 kg (2241,5 lb)
- Peso cargado: 1516 kg (3341,3 lb)
- Planta motriz: 1× motor radial de nueve cilindros en línea refrigerado por aire Wright J-5.
  - Potencia: 164 kW (226 HP; 223 CV)
- Hélices: cuatripala de madera y paso fijo

### Rendimiento
- Velocidad nunca excedida (Vne): 153 km/h (95 MPH; 83 kt)
- Velocidad crucero (Vc): 129 km/h (80 MPH; 70 kt)
- Alcance: 282 km (152 nmi; 175 mi)
- Techo de vuelo: 3656 m (11 995 ft)

## Aeronaves relacionadas

### Secuencias de designación
- Secuencia Numérica (interna de Boeing): ← 4 - 5 - 6 - 6D - 6E - 7 - 8 - 10 →